# بدهی‌های جاری
بدهی جاری به بدهی‌ای که موعد پرداختش یک سال یا کمتر باشد و از محل دارایی‌های جاری قابل پرداخت باشد گفته می‌شود. از متداول‌ترین بدهی‌های جاری، اسناد پرداختنی و حساب‌های پرداختنی را می‌توان نام برد که دقیقاً عکس اسناد و حساب‌های دریافتنی هستند. سایر بدهی‌های جاری متداول عبارتند از حقوق و سایر هزینه‌های پرداختنی و مالیات بر درآمد واحد.